# Конен, Валентина Джозефовна
Валенти́на Джо́зефовна Ко́нен (урождённая Роберма́н; 11 августа 1909, Баку, — 8 декабря 1991, Москва) — советский музыковед. Кандидат искусствоведения (1947). Жена академика Е. Л. Фейнберга.

## Биография
Валентина Конен родилась в семье столяра, революционера-подпольщика Натана Робермана (по другим сведениям — в семье врача-стоматолога), в 1913 году эмигрировавшего в Палестину под именем Абрам Йосл Кунин. Вместе с матерью, Полиной Файнштейн, и сёстрами в 1913—1919 годах жила в Бессарабии и в Могилёве-Подольском. В 1920 году семья соединилась, провела год в Европе и в 1921—1931 годах проживала в США, где фамилия отца была заменена на Конен. В США Валентина Конен закончила общеобразовательную школу и занималась в Джульярдской школе по специальности фортепиано (класс М. Берголио). Большое влияние на её формирование оказал музыковед, композитор и общественный деятель Чарльз Сигер. Училась также на литературном отделении Нью-Йоркского вечернего университета.
В 1931 году семья Конен репатриировалась в СССР и вернулась в Баку, где Валентина Конен училась в Политехническом институте. В 1932 году переехала в Москву, в 1934 получила советское гражданство. В 1933—1938 годах училась на историко-теоретическом отделении Московской консерватории. В 1938—1940 годах училась в аспирантуре Московской консерватории, в 1940 году защитила кандидатскую диссертацию «Предпосылки классической симфонии» (научный руководитель — Т. Н. Ливанова). Среди педагогов Валентины Конен были Михаил Иванов-Борецкий, Болеслав Яворский, Лев Мазель, Виктор Цуккерман, уроки фортепиано она брала у Марии Юдиной. Одновременно Конен работала музыкальным критиком в газете «Moscow News» (1934—1938 и 1944—1949), московским корреспондентом журнала «Musical Courier» (1934—1937).
В 1940—1941 годах Конен преподавала историю зарубежной музыки в Московской консерватории, затем находилась в эвакуации в Казани, где преподавала в музыкальном училище и работала санитаркой и медсестрой в военном госпитале. По возвращении в Москву преподавала в 1944—1949 годах в консерватории и ГМПИ им. Гнесиных. В 1946 году защитила докторскую диссертацию на тему «Очерки по истории музыкальной культуры Соединенных Штатов Америки».
В 1949 году, в связи с начавшейся «борьбой с космополитизмом», Конен была уволена из Московской консерватории и Института им. Гнесиных с запретом преподавания в Москве, но получила приглашение в качестве и. о. профессора в Уральскую консерваторию в Свердловск, где в 1951—1953 годах периодически читала лекции.
В 1960—1988 годах — старший научный сотрудник Института истории искусств АН СССР. С 1960 года выступала с лекциями по Всесоюзному радио, с 1968 — эпизодически читала лекции в Московской консерватории для студентов и слушателей факультета повышения квалификации. В 1964—1970 годах — член редколлегии сборника «Музыка и современность».
Научное наследие В. Д. Конен насчитывает более 130 работ, охватывающих историю мировой музыкальной культуры от средневековья до современности, в том числе книги о Шуберте (1953, 1959), Ральфе Воан-Уильямсе (1958), Монтеверди (1971), «Пути американской музыки» (1961, 1965, 1977), «Театр и симфония» (1968, 1975), «Этюды о зарубежной музыке» (1968, 1975), «Пёрселл и опера» (1978), «Третий пласт» (1994), «Очерки по истории зарубежной музыки» (1998, сост. В. П. Варунц) и др. Помимо академической музыки научные интересы Валентины Конен распространялись и на джазовую, которой она посвятила книги «Блюзы и XX век» (1981) и «Рождение джаза» (1984).